# Ihrenbrück
Ihrenbrück ist ein Ortsteil der Ortsgemeinde Mützenich im Eifelkreis Bitburg-Prüm in Rheinland-Pfalz.

## Geographische Lage
Ihrenbrück liegt rund 1 km nordöstlich des Hauptortes Mützenich, unweit der Staatsgrenze zu Belgien. Umgeben ist der Ortsteil von einigen landwirtschaftlichen Nutzflächen sowie einem Wald östlich des Ortes. Ebenfalls östlich von Ihrenbrück fließt der Ihrenbach und südlich der Pilzenbach. Dieser mündet nahe dem Ort in den Ihrenbach.

## Geschichte
Ihrenbrück gehörte ursprünglich zur Schultheißerei Bleialff im Amt Prüm des Kurfürstentums Trier. Nach der französischen Annexion des Linken Rheinufers wurde der Ort dann der Mairie Winterscheid im Kanton Schönberg im Arrondissement de Prüm zugeschrieben und gehörte somit zum Saardepartement. Unter preußischer Herrschaft zählte der Ort zur Bürgermeisterei Winterscheid. 1956 folgte die Zuteilung zum Amt Bleialf und seit 2007 zählt Ihrenbrück zur VG Prüm.

## Naherholung
Rund um Mützenich existieren mehrere Wanderwege. Wenig südlich von Ihrenbrück verläuft ein rund 15 km langer Rundwanderweg, welcher von Bleialf über Mützenich und Ihrenbrück bis zur belgischen Grenze führt.

## Wirtschaft und Infrastruktur

### Unternehmen
In Ihrenbrück existiert der Ihrenhof. Hierbei handelt es sich um einen größeren landwirtschaftlichen Nutzbetrieb mit Ferienwohnungen für Urlauber.

### Verkehr
Ihrenbrück ist durch die Kreisstraße 103 erschlossen. Wenig nördlich des Ortes verläuft die Landesstraße 17.